# متلازمة إيه بي سي دي
متلازمة إيه بي سي دي (بالإنجليزية: ABCD syndrome)‏ هي اختصارٌ للبرص (بالإنجليزية: Albinism)‏، ومنظرُ أسود للشعر (black lock of hair)، واضطراب هجرة الخلايا (cell migration disorder) في عصبونات الأمعاء، والصمم الحسي العصبي (بالإنجليزية: sensorineural deafness)‏. وُجد أنَّ هذه المتلازمة تحدث بسبب طفرةٍ في جين مستقبل الإندوثيلين بي [الإنجليزية] (EDNRB).

## روابط خارجية
- Disease ID 335 في معاهد الصحة الوطنية الأمريكية للأمراض النادرة
- GeneCard for EDNRB
- OMIM Genetic disorder catalog - متلازمة واردينبيرغ